# Stazione di Madonna delle Grazie
La stazione di Madonna delle Grazie è una fermata ferroviaria di Gragnano ed è ubicata lungo la ferrovia Torre Annunziata - Gragnano.

## Storia
La stazione fu aperta durante gli anni sessanta, a seguito del notevole sviluppo residenziale della zona di Madonna delle Grazie, in particolar modo del rione chiamato Parco Imperiale: ha goduto da sempre di un modesto movimento passeggeri, in larga parte pendolari; tuttavia è senza traffico dal 12 dicembre 2010, a seguito della soppressione del trasporto passeggeri da Castellammare di Stabia a Gragnano.

## Strutture e impianti
La fermata non presenta alcun fabbricato viaggiatori e l'accesso è consentito tramite un piccolo varco nel muro di cinta: all'interno il binario è unico e passante ed è servito da un marciapiede con pensilina in ferro: a causa della lunghezza limitata della banchina, in passato, i treni più lunghi erano costretti ad aprire solo le porte di testa.

## Movimento
Prima della soppressione del servizio, i treni che effettuavano fermata avevano destinazioni per Gragnano, Castellammare di Stabia e Torre Annunziata Centrale e fino alla fine degli anni novanta anche Napoli Centrale o Napoli Campi Flegrei.

## Servizi
La stazione dispone di:
- Accessibilità per portatori di handicap
- Capolinea autolinee